# Seznam islandských spisovatelů
Seznam islandských spisovatelů obsahuje přehled některých významných spisovatelů, narozených nebo převážně publikujících na Islandu.

## A
- Jón Arason (1484–1550), básník
- Nína Björk Árnadóttir (1941–2000), básnířka

## B
- Einar Benediktsson (1864–1940), básník
- Árni Bergmann (* 1935)

## H
- Jónas Hallgrímsson (1807–1845), romantický básník a spisovatel, novinář, překladatel, advokát a přírodovědec.
- Hulda (1881–1946), vlastním jménem Unnur Benediktsdóttir Bjarklin, novoromantická básnířka a prozaička

## I
- Arnaldur Indriðason (* 1961), spisovatel detektivních románů
- Viktor Arnar Ingólfsson (* 1955), spisovatel detektivních románů

## J
- Elísabet Jökulsdóttir (* 1958)
- Auður Jónsdóttir (* 1973)

## K
- Gudmundur Kamban (1888–1945), romanopisec, dramatik (vl. jménem Jonsson)

## L
- Halldór Kiljan Laxness (1902–1998), prozaik, básník, dramatik, a překladatel

## S
- Fríða Á. Sigurðardóttir (* 1940), spisovatelka
- Yrsa Sigurðardóttir (* 1963), spisovatelka detektivních románů
- Halldór Stefánsson (1892–1979), prozaik a dramatik
- Jón Kalman Stefánsson (* 1963), spisovatel

## T
- Bjarni Thorarensen (1786–1841), romatický básník
- Jón Thoroddsen (1818–1868), romantický prozaik a básník